# Robert H. Barrow

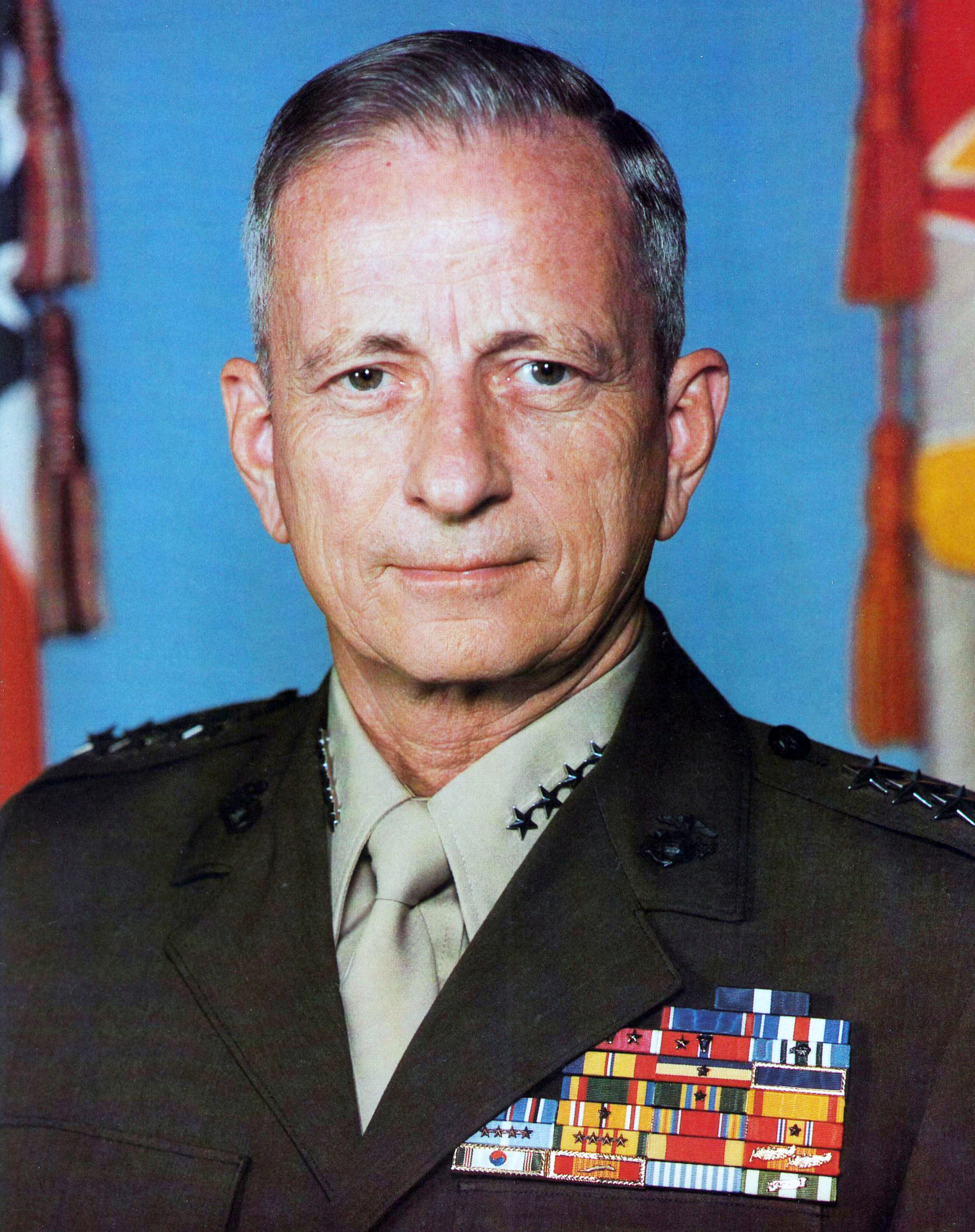
General Robert H. Barrow

Robert Hilliard Barrow (* 5. Februar 1922 in Baton Rouge, Louisiana; † 30. Oktober 2008 in St. Francisville, Louisiana) war ein General des US Marine Corps, der zwischen 1978 und 1979 stellvertretender Kommandeur der US-Marines (Assistant Commandant of the Marine Corps) sowie zuletzt von 1979 bis 1983 Kommandeur des US Marine Corps (Commandant of the Marine Corps) war.

## Leben

### Zweiter Weltkrieg, Koreakrieg und Vietnamkrieg
Barrow stammte aus einer verarmten Plantagenbesitzerfamilie und war das dritte von vier Kindern von Robert Ellason Barrow und dessen Ehefrau 	
Maud Haralson Barrow. Er begann mit finanzieller Unterstützung durch ein Stipendium ein Studium an der Louisiana State University. Daneben arbeitete er als Hausmeister und Kellner, um sich das Geld für Kost und Logis zu erwirtschaften. Nach dem Eintritt der USA in den Zweiten Weltkrieg am 8. Dezember 1941 mit der Kriegserklärung an Japan nach dem Angriff auf Pearl Harbor am Tag zuvor, trat er 1942 in das US Marine Corps und absolvierte seine Grundausbildung in San Diego. Danach war er dort selbst als Ausbilder (Drill Instructor) tätig und wurde danach in die Officer Candidate School aufgenommen, die er am 19. Mai 1943 als Leutnant abschloss.
Im Koreakrieg war Barrow als Hauptmann Chef der A-Kompanie des 1. Bataillons des 1. Regiments der 1. Marineinfanteriedivision (1st Marine Division) und nahm mit dieser vom 15. September bis 28. September 1950 an der Operation Chromite bei Incheon teil, die mit einem Sieg der UN-Truppen und der Rückeroberung von Seoul endete. Aufgrund seiner Leistungen bei diesem Einsatz erhielt er den Silver Star. Für seine Verdienste bei der Verteidigung eines Passes bei Koto-ri im Dezember 1950 wurde er am 24. Januar 1952 mit dem Navy Cross ausgezeichnet, der höchsten Auszeichnung, die vom Department of the Navy vergeben wird.
Während des Vietnamkrieges war er als Oberst vom 1. September 1964 bis zum 3. Juli 1967 zuerst Planungsoffizier und zuletzt stellvertretender Assistierender Chef des Stabes und G-3 im Hauptquartier der Fleet Marine Force, dem gemeinsamen Gesamtkommando der US Navy und der US Marines. Als solcher war er maßgeblich verantwortlich für die Entwicklung der Planung für den ersten Einsatz und den nachfolgenden Aufbau der US-Marineinfanterieverbände in der Republik Vietnam. Für diese Leistungen wurde er erstmals mit dem Legion of Merit geehrt. Danach war er Kommandeur des 9. Regiments der 3. Marineinfanteriedivision (3rd Marine Division) und nahm mit dieser vom 22. Januar bis 18. März 1969 an der im A-Sầu-Tal stattfindenden Operation Dewey Canyon teil, die die letzte große Offensive des US Marine Corps während des Vietnamkriegs war und mit einem taktischen Sieg der USA endete. Für seine Verdienste bei dieser Operation wurde ihm das  Distinguished Service Cross sowie ein Goldener Stern anstelle eines weiteren Legion of Merit verliehen.

### Aufstieg zum Assistant Commandant und Commandant des US Marine Corps

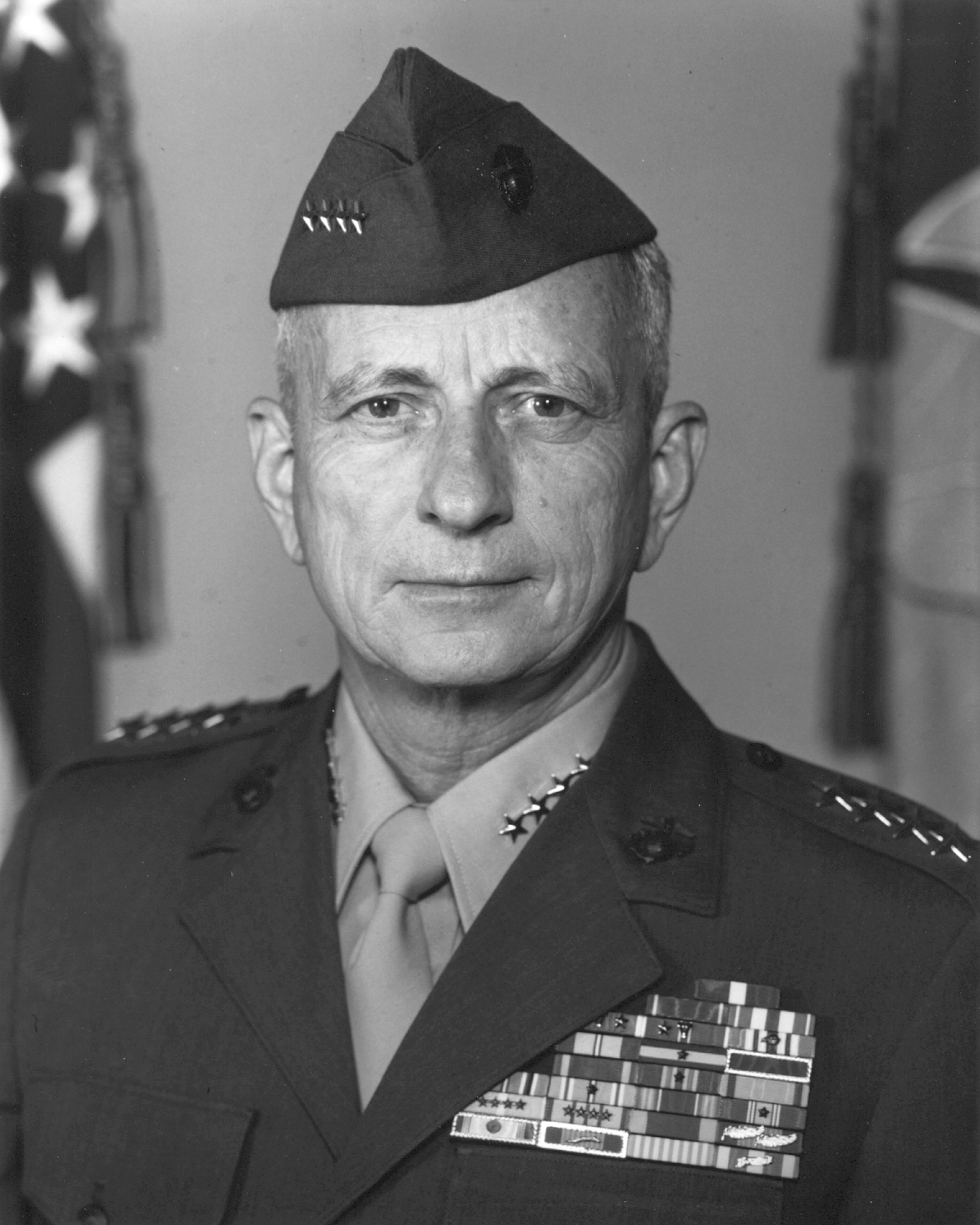
General Robert H. Barrow

Im September 1969 wurde Barrow als Brigadegeneral Kommandierender General des Marine Corps Base Camp Smedley D. Butler in der Präfektur Okinawa und war zugleich bis August 1972 in Personalunion auch stellvertretender Kommandeur der Marieninfanteriestützpunkte im Pazifikraum (Marine Corps Bases, Pacific). Nach seiner Beförderung zum Generalmajor wurde er im August 1972 Kommandierender General des Marine Corps Recruit Depot Parris Island, eine 34,4 Quadratkilometer große militärische Einrichtung in Beaufort, South Carolina, in der alle männlichen Rekruten, die bei ihrer Anwerbung östlich des Mississippi gelebt haben, sowie alle weiblichen Rekruten des US Marine Corps ihre Grundausbildung absolvieren. Während dieser Zeit trat er für eine Verbesserung der Qualität der Rekruten sowie Modernisierung der Ausbildung ein. Er erhöhte die Supervision für Offiziere und beendete die körperliche Misshandlung von Auszubildenden, bei gleichzeitiger Beibehaltung hoher Standards. 1976 wurde er Kommandeur des Fleet Marine Force sowie am 1. Juli 1978 Nachfolger von General Samuel Jaskilka als stellvertretender Kommandeur der US-Marines (Assistant Commandant of the Marine Corps). Diese Funktion hatte er ein Jahr lang bis zum 30. Juni 1979 inne und wurde dann von General Kenneth McLennan abgelöst.
Am 1. Juli 1979 löste Barrow schließlich General Louis H. Wilson, Jr. als Kommandeur des US Marine Corps (Commandant of the Marine Corps) ab und verblieb in dieser Funktion bis zu seinem Eintritt in den Ruhestand am 30. Juni 1983, woraufhin General Paul X. Kelley am 1. Juli 1983 seine Nachfolge antrat. Zugleich gehörte er kraft Amtes den Vereinigten Generalstabschefs (Joint Chiefs of Staff) an. Während seiner vierjährigen Amtszeit verbesserte er die Standards für Angehörige der Marineinfanterie einerseits, was andererseits zur Entlassung von 5.000 nicht verwendbaren Angehörigen der Marine führte. Zugleich stieg dadurch der Anteil der Marineinfanteristen von weniger als 50 Prozent im Jahr 1975 auf 82 Prozent im Jahr 1982. Für seine Verdienste als Kommandant der US-Marines wurde ihm die Defense Distinguished Service Medal, die Army Distinguished Service Medal sowie die Navy Distinguished Service Medal verliehen.
Nach seinem Ausscheiden aus dem Militärdienst gehörte er zeitweise dem Beratungsgremium für Auslandsnachrichtendienstes (Foreign Intelligence Advisory Board) von US-Präsident Ronald Reagan als Mitglied an. Ihm wurde des Weiteren Ehrendoktortitel der Louisiana State University, der Tulane University sowie der Militärhochschule The Citadel verliehen. Ferner war er Mitglied der Aufsichtsgremien der National Defense University (NDU), des Naval War College (NWC) sowie der George Mason University.
Aus seiner Ehe mit der 2006 verstorbenen Patricia Ann Collins Barrow gingen drei Töchter und zwei Söhne hervor. Nach seinem Tode wurde er auf dem Grace Episcopal Church Cemetery in St. Francisville beigesetzt.

## Auszeichnungen
Auswahl der Auszeichnungen, sortiert in Anlehnung der Order of Precedence of Military Awards:
- Distinguished Service Cross
- Navy Cross
- Defense Distinguished Service Medal
- Army Distinguished Service Medal
- Navy Distinguished Service Medal
- Silver Star
- Legion of Merit (3×)
- Bronze Star (2×)
- Joint Service Commendation Medal